# تنضيد طباعي

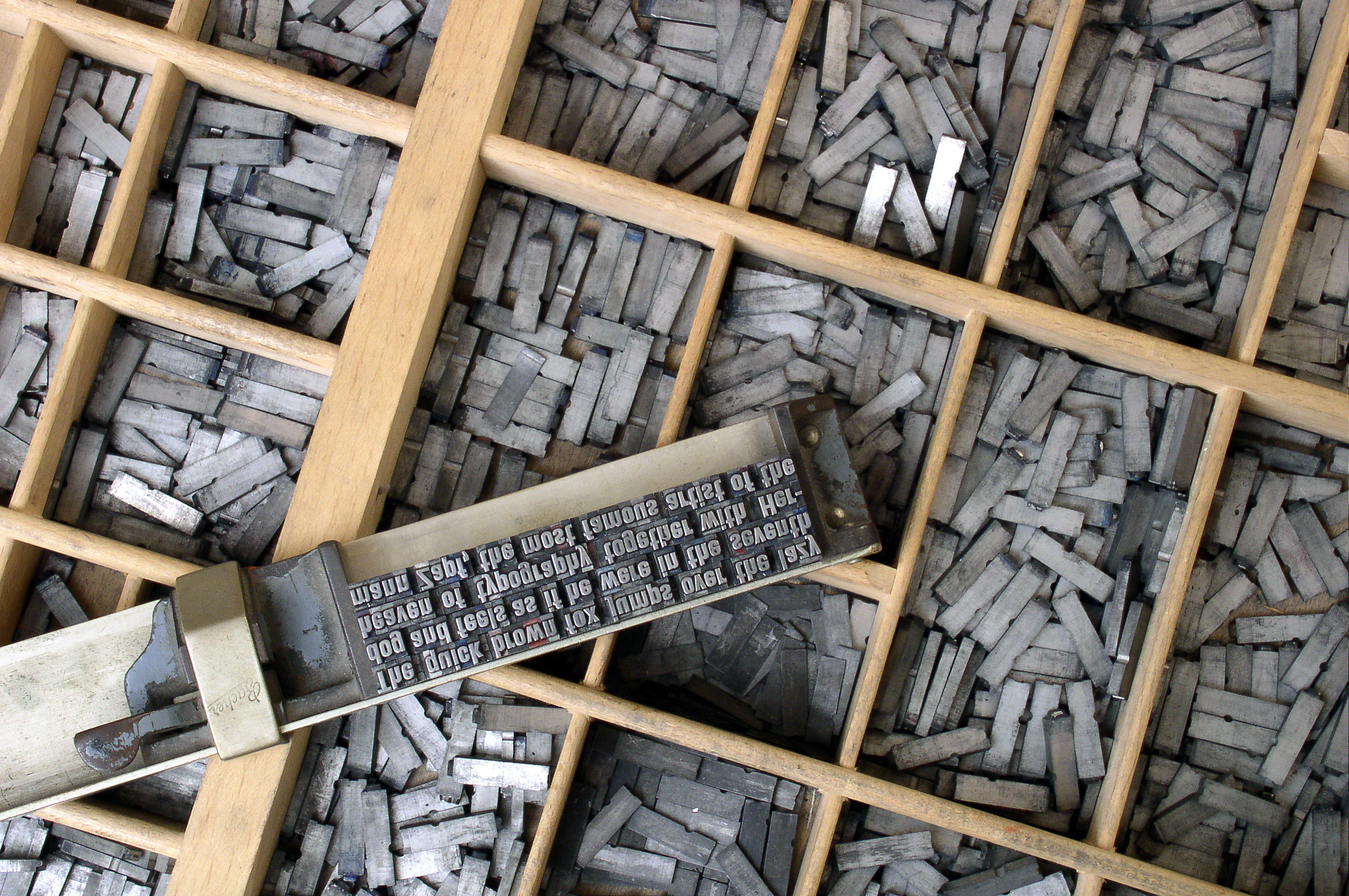

التنضيد الطباعي أو تنضيد الحروف أو تنضيد الحروف المطبعية أو تصفيف المحارف هو التعبير عن المواد النصية بصورة رسومية على الورق أو أي وسيط آخر. قبل تطور النشر المكتبي كان تنضيد المواد المطبوعة يتم يدويا -ثم آليا فيما بعد- باستخدام المُنضِّدات.